# Astracantha ptilocephala
Astracantha ptilocephala là một loài thực vật có hoa trong họ Đậu. Loài này được (Baker) Podlech miêu tả khoa học đầu tiên.